# Crocidura dsinezumi
Crocidura dsinezumi är en däggdjursart som först beskrevs av Coenraad Jacob Temminck 1842.  Crocidura dsinezumi ingår i släktet Crocidura och familjen näbbmöss. IUCN kategoriserar arten globalt som livskraftig. Inga underarter finns listade i Catalogue of Life.
Arten förekommer i Japan. Den saknades ursprungligen på Hokkaido men har där introducerats. Dessutom infördes denna näbbmus på ön Jejudo som tillhör Sydkorea. Crocidura dsinezumi lever i låglandet och i bergstrakter upp till 1000 meter över havet. Habitatet utgörs av flodernas strandlinjer, av buskskogar och av odlingsmark.